# Astroloba herrei
Astroloba herrei és una espècie de planta suculenta del gènere Astroloba, que pertany a la subfamília de les asfodelòidies (Asphodeloideae), dins la família de les asfodelàcies (Asphodelaceae).

## Descripció

### Característiques vegetatives
Astroloba herrei té les fulles gairebé verticals i formen cinc fileres rectes o estan disposades en forma de maó als brots. El limbe foliar és de color verd clar fa de 18 a 32 mm de llarg i de 9 a 16 mm d'ample. Hi ha línies longitudinals molt fines. Les puntes de les fulles estan corbades cap amunt i cap a fora. La punta adjunta és estreta, afilada, punxeguda i de 0,7 a 1,8 mil·límetres de llarg. La superfície de la fulla és llisa.

### Inflorescències i flors

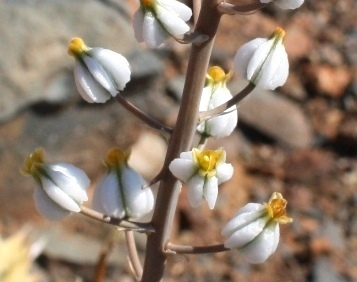
Flors

La inflorescència no ramificada és un raïm de flors soltes de 10 a 30 centímetres de llarg. Les flors blanques es troben en peduncles de 3,5 a 10,8 mm de llarg i tenen puntes grogues. La seva nervadura central és de color verd clar i tenyit de beix o glauc. El tub del tèpal fa de 7 a 9 mm de llarg i té un diàmetre de 2,5 a 4 mm. Les seves puntes tenen una longitud d'entre 1,5 i 3 mm i són igual d'amples. El teixit dels tèpals externs està molt clarament inflat.

### Genètica
El nombre de cromosomes és de {\displaystyle 2n=14}.

## Distribució i hàbitat
Astroloba herrei es distribueix a les províncies sud-africanes del Cap Occidental i Cap Septentrional, concretament a una petita àrea del Karoo, a la frontera entre el Cap Occidental i Septentrional.; entre Matjiesfontein fins a Prins Albert i en el seu hàbitat creix en els vessants rocosos derivats de l'esquist de Bokkeveld, la til·lita de Dwyka o la quarsita de Witteberg.

## Taxonomia
Astroloba herrei va ser descrita per Uitewaal i va ser publicat a Desert Pl. Life 20: 37, a l'any 1948.
Etimologia
Astroloba: nom genèric que deriva de les paraules gregues astros, "estrella" i lobos, "lòbul".
herrei: epítet atorgat en honor d'Adolar Gottlieb Julius Herre (1895-1979), explorador, horticultor, conservador alemany del Jardí Botànic de la Universitat de Stellenbosch i especialista en plantes suculentes que va publicar un llibre sobre Mesembryanthemaceae el 1971.
Sinonímia
- Haworthia harlandiana Parr, Bull. African Succ. Pl. Soc. 6: 195 (1971).
- Tulista herrei (Uitewaal) G.D.Rowley, Alsterworthia Int., Special Issue 10: 5 (2013).
- Astroloba dodsoniana Uitewaal, Desert Pl. Life 22: 29 (1950).
- Haworthia dodsoniana (Uitewaal) Parr, Bull. African Succ. Pl. Soc. 6: 195 (1971).[6]